# Alec MacKaye
Alec MacKaye (* 1966 in Washington, D.C.) ist ein US-amerikanischer Musiker, Künstler und Schriftsteller, bekannt durch die Punk- und Hardcore-Bands Untouchables, The Faith und Ignition. Er ist jedoch weitaus bekannter als der kleine Bruder von Minor-Threat/Fugazi-Frontmann Ian MacKaye. MacKayes Wutanfälle und emotionale Ausbrüche bei Live-Auftritten machten ihn zu einem der bekanntesten Mitglieder der Punk/Hardcore-Szene Washingtons Anfang der 1980er-Jahre.

## Leben
Mit 13 Jahren gründete MacKaye die Punk-Band Untouchables, die ihren ersten Auftritt 1979 im Keller der Eltern von Teen-Idles-Sänger Nathan Strejcek  hatte, zusammen mit den Teen Idles, der damaligen Band von MacKayes Bruder. Alec MacKaye, schlafend mit dem Kopf auf den Knien, fotografiert von Susie Josephson, war das Covermotiv der Tonträger Minor Threat EP, First Two 7″s on a 12″ und Complete Discography. Es zählt zu den bekanntesten Covern der Hardcore-Punk-Szene und wurde auch schon (gegen den Willen der Band) für ein Plakat von Nike verwendet. MacKayes Hände mit dem Straight-Edge-X waren bereits auf der Minor Disturbance E.P. der Teen Idles abgebildet.
MacKaye sollte zunächst die Nachfolge von Henry Rollins bei State of Alert übernehmen, als dieser zu Black Flag wechselte. Jedoch weigerte sich MacKaye, Rollins’ Texte zu singen. Er gründete anschließend diverse Bands und probte mit diesen, jedoch ergab sich nie eine feste Konstellation, bis er 1981 The Faith gründete, deren Split mit Void zu den Klassikern des US-amerikanischen Hardcore-Punks gehört. Die Band existierte bis 1982. Mitte der 1980er-Jahre folgte die Band Ignition. Diese Band veröffentlichte zwei Alben und diverse Singles über Dischord Records. Nach einem schweren Motorradunfall musste Alec MacKaye musikalisch etwas kürzertreten.
Mitte der 1990er-Jahre trat MacKaye der Band The Warmers als Sänger und Gitarrist bei. Ihr Album Same wurde 1996 auf Dischord Records veröffentlicht. Im Gegensatz zu MacKayes anderen Bands kombinierte The Warmers einprägsame Riffs mit Indie-Rock-Einflüssen. Das Album erlangte etwas Aufmerksamkeit in den College-Radio-Charts.
MacKaye arbeitet für Dischord Records, das Independent-Label, das Minor Threat damals aufgebaut hatte, und ist Mitarbeiter des Kunstmuseums Phillips Collection in Washington, D.C. MacKaye versucht sich auch als Künstler und Autor. 2013 betextete er den Bildband Hard Art, DC 1979 des Fotografen Lucian Perkins. Mondo James Dean, eine Anthologie von Gedichten und Kurzgeschichten von Richard Peabody und Lucinda Ebersole, ist MacKaye gewidmet. Er war außerdem als Zeitzeuge im Film American Hardcore involviert, einer Dokumentation über die Hardcore-Szene.

## Diskografie

### Mit The Faith
- siehe The Faith#Diskografie

### Mit Ignition
- 1987: Same (7″, IG)
- 1988: Machination (Album, IG/Dischord Records)
- 1988: Sinker/Anger Means (12″, IG/Southern Studios)
- 1989: The Orafying Mysticle of… (Album, Dischord Records)
- 1994: Complete Services (Kompilation, Dischord Records)

### Mit The Warmers
- 1995: Thin Air (7″, Dischord Records)
- 1996: Same (Dischord Records)
- 2004: Wanted More (MCD, Dischord Records)

### Gastbeiträge
- 1987: Beefeater: House Burning Down (auf dem Lied With You Always, Dischord Records)
- 1992: Sonic Youth: Dirty (Songwriting, DGC)
- 1992: Circus Lupus: Super Genius (diverse, Dischord Records)
- 1993: Lungfish: Rainbows from Atoms (auf You Might Ask Me What, Dischord Records)
- 1994: Second Thought: Lily’s Stroke (als Produzent und Backgroundsänger, 7″, Dischord Records)
- 1995: Slant 6 Inzombia (Gastgesang auf dem Titelstück, Dischord Records)